# Denis Lunghi
Pour les articles homonymes, voir Lunghi.
Denis Lunghi (né le 21 janvier 1976 à Biella, au Piémont) est un coureur cycliste italien, professionnel de 1999 à 2004.

## Biographie
Professionnel de 1999 à 2004, Denis Lunghi a notamment remporté la 12e étape du Tour d'Italie 2002 en attaquant seul à 30 kilomètres de l'arrivée. Désormais retraité depuis 2005 il s'occupe avec son frère Cristiano d'une équipe VTT le Team Semperlux du nom de leur entreprise spécialisée dans les énergies renouvelables. Parmi les coureurs de l'effectif Mirko Celestino lui-même ex pro. 

## Palmarès

### Palmarès amateur
- 1993
  - Trofeo Emilio Paganessi
- 1996
  - 3e du Giro del Canavese
- 1997
  - 3e du Trophée Edil C
  - 3e du Giro del Canavese
- 1998
  - 5e étape du Tour des régions italiennes
  - 1re étape du Baby Giro
  - 2e du Grand Prix San Giuseppe
  - 2e du Gran Premio Palio del Recioto
  - 2e de la Coppa della Pace
  - 2e du championnat d'Italie sur route espoirs
  - 3e du Trofeo Alcide Degasperi
  - 3e du Grand Prix de Poggiana
  - 3e du Tour des régions italiennes

### Palmarès professionnel
- 1999
  - 2e du Tour du Japon
- 2000
  - Gran Premio Industria e Commercio Artigianato Carnaghese
  - 2e de la Coppa Agostoni
- 2001
  - Tour du Frioul
  - 3e du Trofeo dell'Etna
  - 3e de la Coppa Bernocchi
  - 3e du Trofeo dello Scalatore 2
- 2002
  - 12e étape du Tour d'Italie
- 2003
  - 6e étape du Tour du lac Qinghai
  - 1re étape du Tour des Abruzzes
  - 2e du Tour des Abruzzes

## Résultats sur les grands tours

### Tour d'Espagne
1 participation
- 2003 : 50e

### Tour d'Italie
3 participations
- 2001 : 61e
- 2002 : 30e, vainqueur de la 12e étape
- 2003 : 38e